# Swiss Care Excellence Certificate
Das Swiss Care Excellence Certificate (SCEC) ist ein wissenschaftlich basiertes Zertifizierungsverfahren, das in der Schweiz die Beurteilung von Qualitätsmanagementsystemen in der Pflege ermöglichen soll. Es berücksichtigt den neusten Stand der Pflegewissenschaft, bietet den Organisationen eine Standortbestimmung oder ist der Einstieg für eine Zertifizierung auf Basisstufe, mit der Möglichkeit, Excellence in der Pflege anzustreben. Das Zertifizierungsverfahren berücksichtigt die spezifischen Unterschiede zwischen Spitex, Alters- und Pflegeheimen sowie Kliniken. Entstanden ist das Swiss Care Excellence Certificate aus einer Zusammenarbeit zwischen der Zertifizierungsstelle concret AG in Bern, der angewandten Forschung und Entwicklung Pflege (aF&E) des Departements Gesundheit der Berner Fachhochschule (BFH) und dem Winterthurer Institut für Gesundheitsökonomie (WIG) der Zürcher Hochschule für Angewandte Wissenschaften (ZHAW) mit staatlichen Fördermitteln der Kommission für Technologie und Innovation (KTI, neu Innosuisse).

## Ziel
Ziel des SCEC ist die Beurteilung von Qualitätsmanagementsystemen in der Pflege auf der Grundlage von wissenschaftlich fundierten Indikatoren. Damit macht das SCEC die Pflegequalität sichtbar.

## Die Zertifizierungsstelle
Die concret AG ist eine durch die Schweizerische Akkreditierungsstelle (SAS) des Staatssekretariats für Wirtschaft (SECO) akkreditierte Zertifizierungsstelle für Qualitätsmanagementsysteme in der Pflege. Dies berechtigt dazu, wirksame Qualitätsmanagementsysteme in der Pflege in unterschiedlichen Organisationen des Gesundheitswesens, wie z. B. Alters- und Pflegeheime, Kliniken/Spitäler und Spitex-Organisationen, zu zertifizieren.

## Das Zertifizierungsverfahren

### Bewertungsgrundlage
Das Bewertungsverfahren wird in 10 Normen eingeteilt, anhand derer die Struktur-, Prozess- und Ergebnisqualität abgebildet ist:
- Norm 1: Strategie
- Norm 2: Patienten / Bewohner / Klienten und Angehörige
- Norm 3: Personalressourcen
- Norm 4: Fachwissen
- Norm 5: Infrastruktur und Ausstattung
- Norm 6: Professionelle Pflege
- Norm 7: Interaktionen und Kommunikation
- Norm 8: Prozessmanagement
- Norm 9: Qualitätsüberprüfunge
- Norm 10: Risikomanagement

Die Normen setzen sich zusammen aus 2 bis maximal 6 Qualitätskriterien, welche jeweils anhand von messbaren Basis- und Leistungsindikatoren auf ihre Zielerreichung überprüft werden.

### Zertifizierungszyklus
Das Zertifizierungsverfahren ist in mehrere Etappen gegliedert.
Das Voraudit/Standortbestimmung ist Voraussetzung für die spätere Zertifizierung und erfolgt beim Kunden vor Ort. Das Voraudit kann auch als Standortbestimmung ohne Zertifizierung erfolgen. Das Audit findet auf der Grundlage der Concret Indikatoren statt. Das aus dem Voraudit resultierende Ergebnis zeigt dem Kunden in transparenter und nachvollziehbarer Weise Stärken und Lücken im Qualitätsmanagementsystem auf. Die Massnahmen zum Schliessen der Lücken werden nach dem Voraudit/Standortbestimmung von Concret in Form von Auflagen in einem Massnahmenplan dargestellt.
Die Zertifizierung der Institution oder einzelner Organisationseinheiten erfolgt, wenn die Beurteilung im Zertifizierungsaudit zeigt, dass die Auflagen aus dem Voraudit bearbeitet wurden und alle Basisindikatoren erfüllt sind. Die Institution kann zudem im Sinne einer Weiterentwicklung die Leistungsindikatoren beurteilen lassen. Dabei werden Empfehlungen ausgesprochen und die Bewertung erfolgt mittels eines Scores.
In den jährlich stattfindenden Überwachungs-Audits überprüft Concret, ob die Einhaltung der Anforderungen in den Basis-Indikatoren erhalten bleibt.
Für die Erneuerung der Zertifizierung müssen im dritten Jahr nach der Erst- oder Rezertifizierung die Organisationseinheiten der Institution einem Rezertifizierungs-Audit unterzogen werden. Damit die Zertifizierung erneuert wird, müssen die Basis-Indikatoren erfüllt sein.

### Excellence ausweisen
Der Prozess zur Erreichung von Excellence wird nach dem SCEC als kontinuierlicher Entwicklungsprozess verstanden und kann mittels eines Kontinuums für jede Institution optisch dargestellt werden. Die Positionierung erfolgt anhand des erreichten Scores. Dadurch kann sich die Institution intern, aber auch extern vergleichen.
Das Verfahren des SCEC ist fokussiert auf das Qualitätsmanagementsystem der Pflege, und die wissenschaftliche Fundierung beruht auf dem Zürcher Pflegequalitätsmodell. Es ist adaptiert auf die verschiedenen Versorgungsbereiche Klinik/Spital, Pflegeheim und die ambulante Pflege (Spitex). Die Vorbereitungen für die Audits sind ressourcenschonend. Das Verfahren regt die Reflexion an, bietet Anreize zur kontinuierlichen Weiterentwicklung und belohnt unter anderem dadurch, dass die Excellence der Pflege sichtbar gemacht wird.